# Фель, Сергей Ефимович
Сергей Ефимович Фель (1885 — 1967) — советский геодезист и картограф, педагог. Доктор технических наук (1953). Автор исследований по истории картографии и геодезии.
Работал вольнонаёмным геодезистом на масштабном строительстве канала Москва—Волга, которое велось силами заключённых-каналоармейцев ГУЛАГа в 1932—1937 (проект строительства носил название «Большая Волга»).
С 1937 по 1949 вёл педагогическую работу в Московском институте инженеров геодезии, аэрофотосъёмки и картографии и научную работу в Центральном научно-исследовательском институте геодезии, аэросъёмки и картографии (Москва).
Документы личного происхождения, рукописные и печатные работы С. Е. Феля, а также карты, кальки, фотографии и рисунки карт X - XX веков (в том числе составленный учёным каталог карт) хранятся в фондах Российского государственного архива экономики.

## Сочинения
Монографии, учебники, статьи:
- Радиоавиакарта в азимутно-векториальной проекции;
- Таблицы для формул Шрейбера в применении их на сфероиде Вальбека (для Курской магнитной аномалии);
- Орография поймы р. Волги и её притоков на участке от г. Ярославля до г. Нижнего Новгорода;
- Русская географическая карта.
- Ермонский Н. Г., Фель С. Е., Чусов В. Л. Топографическое черчение: Учеб. пособие / Под ред. Н. Г. Ермонского; УУЗ ГУГК при СНК СССР. — М.: Геодезиздат, 1940. — 176, 30 с.
- Фель С. Е. Государственная съемка России 1715—1744 годов // Сборник научно-технических и производственных статей по геодезии, картографии, топографии, аэросъемке и гравиметрии. — Вып. XXV. — М., 1949.
- Фель С. Е. Петровские геодезисты и их участие в создании русской картографии XVIII века // Вопросы географии. — Сб. 17. — М.: Географгиз, 1950.
- Петровская эпоха в истории развития русской геодезии и картографии;
- Первая государственная съемка России 1715—1744.
- Фель С. Е. Картография России XVIII в.. — М.: Геодезиздат, 1960. — 226 с.
- Фель С. Е. Картография России XVIII в. // История геолого-географических наук. Выпуск 2 (Труды Института истории естествознания и техники, том 37). М., 1961. С. 239-249.
- Фель С. Е. Интересная находка. Новая страница в истории русской географии // Вокруг света. 1950. № 11. С. 56.

Диссертация
- Фель С. Е. Картография России XVIII века. (Опыт исследования). Диссертация на соискание ученой степени доктора технических наук. М., 1953.